# Fürstliche Akademie von Bukarest

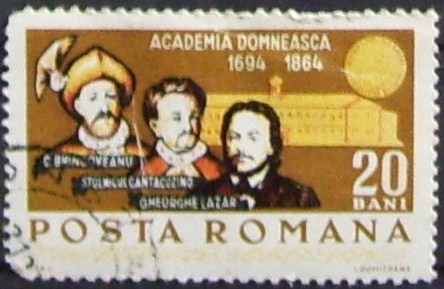
Sonderbriefmarke zum 270-jährigen Jubiläum der Fürstlichen Akademie von Bukarest

Die Fürstliche Akademie von Bukarest (rumänisch Academia Domnească din București; griechisch Αυθεντική Ακαδημία Βουκουρεστίου) war von 1679 bis 1821 eine Hochschule.

## Geschichte
Die Akademie wurde wahrscheinlich 1679 während der Regierungszeit von Şerban I. Cantacuzino (1678–1688) gegründet. Anderen Annahmen zufolge geschah dies erst 1694 unter Constantin Brâncoveanu. Die Institution wurde unter Gheorghe Ghica, Constantine Mavrocordat, Constantin Racoviţă und Alexandru Ypsilantis mehrfach umstrukturiert. Die Studiensprache der Akademie war Griechisch, die Gelehrtensprache in der ostorthodoxen Welt. Auch die Lehrer waren größtenteils Griechen. Die Studenten der Akademie kamen aus ganz Südost- und Osteuropa. 1818 begann Gheorghe Lazăr in rumänischer Sprache zu unterrichten und gründet die erste Fakultät für philosophische und mathematischen Wissenschaften. 1821 wurde die griechischsprachige Akademie infolge der zunehmenden Aktivität der griechisch-patriotischen Geheimorganisation Filiki Eteria aufgelöst und durch das Colegiul Național „Sfântul Sava” din București ersetzt.

## Organisation
Es ist nicht viel über die Struktur der Akademie vor den Reformen von Ypsilantis bekannt. Ab 1776 wurden die Studien an der Akademie per Dekret in fünf Zyklen organisiert, von denen jeder Zyklus drei Jahre dauerte. Zudem wurde die Akademie wie die anderen Schulen mit Einkünften aus Klosterbesitz ausgestattet. Der erste Zyklus war dem Studium der griechischen und lateinischen Grammatik gewidmet. Das Folgende sah das Studium der griechischen, lateinischen und klassischen Literatur vor. Im dritten Zyklus studierten die Studierenden Poetik, Rhetorik, Ethik des Aristoteles, Italienisch und Französisch. Im vierten Zyklus wurden Arithmetik und Geometrie sowie Geschichte unterrichtet. Schließlich war der letzte Zyklus dem Studium der Philosophie und Astronomie gewidmet. Wurde anfangs hauptsächlich nach den Kommentaren des Theophilos Corydalleus zu den Werken des Aristoteles gelehrt, nahmen später die Studiengänge eine moderne Ausrichtung an. Naturwissenschaften und Philosophie, wurden nach westlichen Maßstäben ausgerichtet. Studiensprache blieb weiterhin Griechisch. Einige westliche Studienbücher wurden dementsprechend übersetzt. Ypsilantis veranlasste zudem einen 1779 fertiggestellten Neubau der Akademie innerhalb des Geländes des Klosters des Heiligen Sava. In dem neuen Gebäude gab es neben Unterrichtsräumen Unterkünfte für die Gelehrten und Professoren. Angegliedert waren ein Zeremoniensaal, eine Bäckerei und ein Speisesaal.

## Bekannte Lehrende
- Sevastos Kyminitis (1689–1703)
- Grigorios Konstantas (1782–1787)

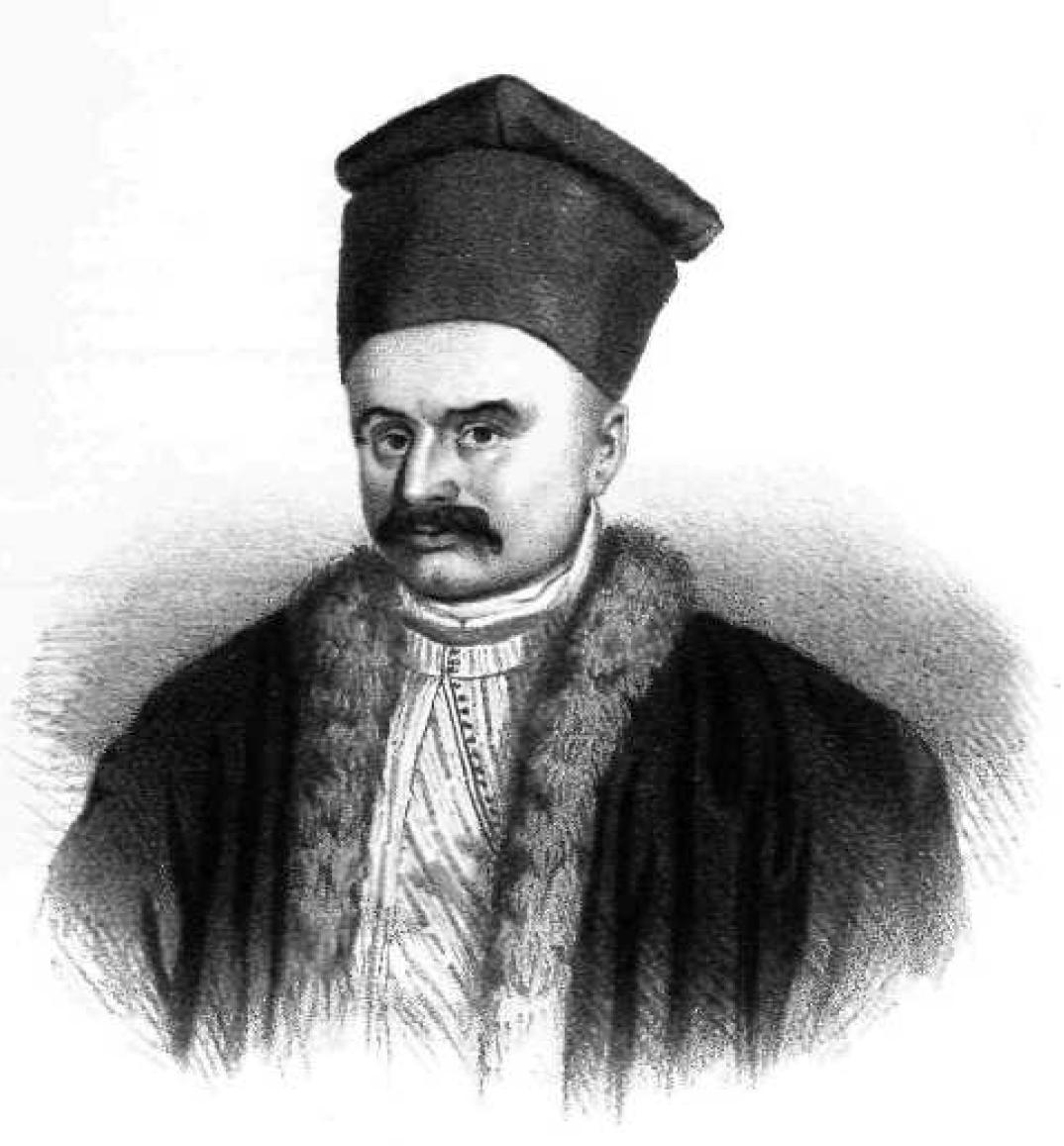
Lambros Photiadis, Rektor von 1792 bis 1805.

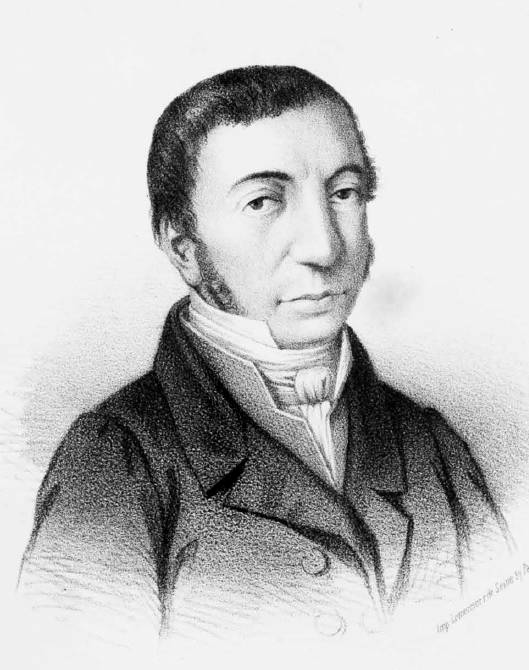
Constantinos Vardalachos, Rektor von 1805 bis 1815.

- Lambros Photiadis (1792–1805, Rektor)
- Constantinos Vardalachos (1803–1815 [Rektor: 1805–1815]; 1820–1821)
- Neophytos Doukas (1815–1818)
- Stephanos Kommitas (1816–1818)
- Benjamin von Lesbos (1818)
- Rigas Feraios (1757–1798)
- Georgios Gennadios (1786–1854)

## Bekannte Absolventen
Zur Zeit von Constantin Brancoveanu kamen in den Kursen der Akademie in Bukarest kaum 150–200 Studenten zusammen. Nach Beginn des 19. Jahrhunderts wurden die akademischen Studiengänge jedoch mit fast 400 Studenten viel gefragter. Der damalige Metropolit von Moldawien schickte Studenten an das neue Colegiul Național „Sfântul Sava” din București. Zu den Absolventen der Fürstlichen Akademie zählten prominente Persönlichkeiten des politischen, kulturellen und geistlichen Lebens Rumäniens.
- Grigorie Brâncoveanu
- Dinicu Golescu (1777–1830), rumänischer Bojar, Politiker der Walachei, Literat und Kulturreformer
- Dionysios Fotinos (1769–1821), griechischer Autor, Historiker, Musikpädagoge, Komponist liturgischer Musik, Maler und osmanischer Beamter
- Iordache Golescu
- Ion-Heliade Rădulescu (1802–1872), rumänischer Schriftsteller, Philosoph, Linguist, Übersetzer und Politiker
- Daniel Philippidis (1750–1832), griechischer Mönch und Gelehrter
- Petrache Poenaru (1799–1875), rumänischer Revolutionär, Ingenieur und Mathematiker
- Eufrosin Poteca
- Barbu Ştirbey (1872–1946), rumänischer Prinz und Politiker
- Alecu Văcărescu
- Ienăchiță Văcărescu (1740–1797), walachischer Diplomat, rumänischer Dichter, Historiker, Romanist und Rumänist
- Nicolae Văcărescu
- Stefan Bogoridi (1775–1859), bulgarisch-osmanischer Beamter
- Nicolae Bălcescu (1819–1852), rumänischer Historiker und Schriftsteller
- Constantin Brătianu
- Dimitrie Brătianu (1818–1892), rumänischer Politiker
- Ion I.C. Brătianu (1864–1927), rumänischer Politiker und mehrmaliger Ministerpräsident
- Take Ionescu (1858–1922), rumänischer Anwalt, Journalist und Politiker
- C.A. Rosetti
- Mihail Sorbul
- Gheorghe Tătărescu (1886–1957), rumänischer Politiker
- Alexandru Vianu

Ein anderer Teil der Absolventen gehörte später zum Lehrpersonal des Colegiul Național „Sfântul Sava” din București
- Grigore Alexandrescu (1810–1885), rumänischer Schriftsteller, Dichter und Übersetzer
- Tudor Arghezi (1880–1967), rumänischer Dichter und Schriftsteller
- Dimitrie Bolintineanu
- Cezar Bolliac
- Henri Marie Coandă (1886–1972), rumänischer Physiker und Aerodynamiker
- Barbu Ștefănescu Delavrancea
- Nicolae Filimon
- Gala Galaction (1879–1961), rumänischer Theologe der rumänisch-orthodoxen Kirche, Schriftsteller und christlich-sozialistischer Aktivist
- Dimitrie Gusti (1880–1955), rumänischer Soziologe, Historiker, voluntaristischer Philosoph, Sozialreformer und Kulturpolitiker
- Spiru Haret (1851–1912), rumänischer Mathematiker und Bildungsminister
- Bogdan Petriceicu Hașdeu (1838–1907), rumänischer Politiker, Schriftsteller, Historiker, Romanist, Rumänist und Ethnologe
- Iulia Hașdeu (1869–1888), rumänische Schriftstellerin und Dichterin
- Ion Heliade-Radulescu (1802–1872), rumänischer Schriftsteller, Philosoph, Linguist, Übersetzer und Politiker
- Eugène Ionescu (1909–1994), französisch-rumänischer Autor
- Nicolae Iorga (1871–1940), rumänischer Historiker, Schriftsteller und Politiker
- Simion Mehedinți
- Grigore Moisil (1906–1973), rumänischer Mathematiker und Informatiker
- Alexandru Odobescu
- Anton Pann (zwischen 1794 und 1798–1854), rumänischsprachiger Lyriker, Komponist, Musikwissenschaftler, Lehrer, Drucker, Herausgeber und Übersetzer
- Vasile Pârvan (1882–1927), rumänischer Althistoriker, Archäologe, Epigraphiker, Hochschullehrer und Essayist
- Camil Petrescu
- Petrache Poenaru (1799–1875), rumänischer Revolutionär, Ingenieur und Mathematiker
- Eufrosin Poteca
- Alexandru Sahia
- George Topîrceanu (1886–1937), rumänischer Dichter, Lyriker und Verfasser von Kurzgeschichten
- Duiliu Zamfirescu (1858–1922), rumänischer Politiker, Diplomat, Jurist, Schriftsteller und Vizepräsident der Rumänischen Akademie